# 114th Fighter Wing

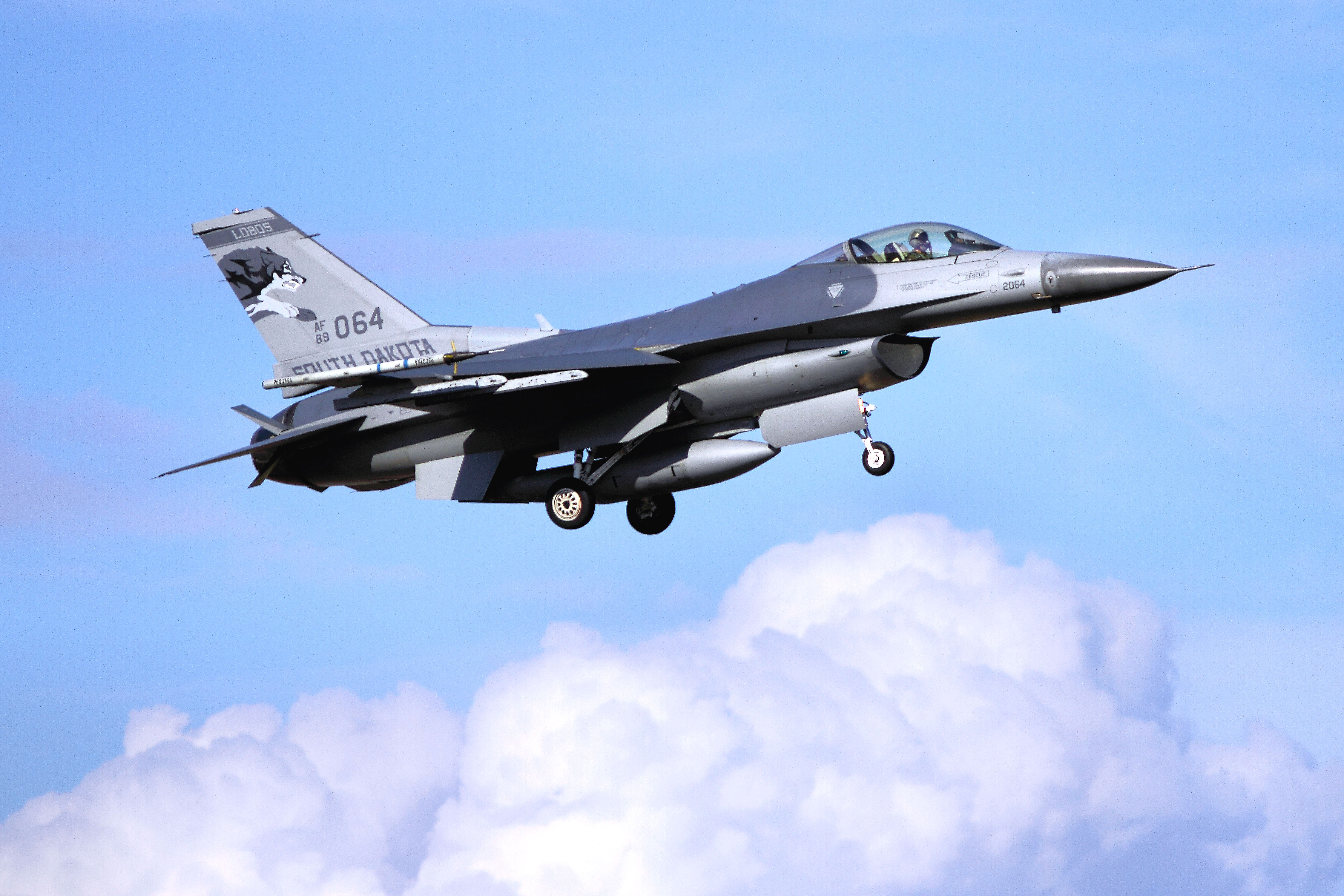
F-16C dello Stormo

Il 114th Fighter Wing è uno Stormo da caccia della Dakota del Sud Air National Guard. Riporta direttamente all'Air Combat Command quando attivato per il servizio federale. Il suo quartier generale è situato presso la Joe Foss Field Air National Guard Station, Dakota del Sud.

## Organizzazione
Attualmente, al settembre 2017, esso controlla:
- 114th Operations Group, striscia di coda grigia con scritta LOBOS e disegno di un lupo
  - 114th Operations Support Squadron
  -  175th Fighter Squadron - Equipaggiato con F-16C/D
- 114th Maintenance Group
  - 114th Aircraft Maintenance Squadron
  - 114th Maintenance Squadron
  - 114th Maintenance Operations Flight
- 114th Mission Support Group
  - 114th Communications Flight
  - 114th Civil Engineer Squadron
  - 114th Logistics Readiness Squadron
  - 114th Force Support Squadron
  - 114th Security Forces Squadron
- 114th Medical Group